# Philipp Richter (Schauspieler)

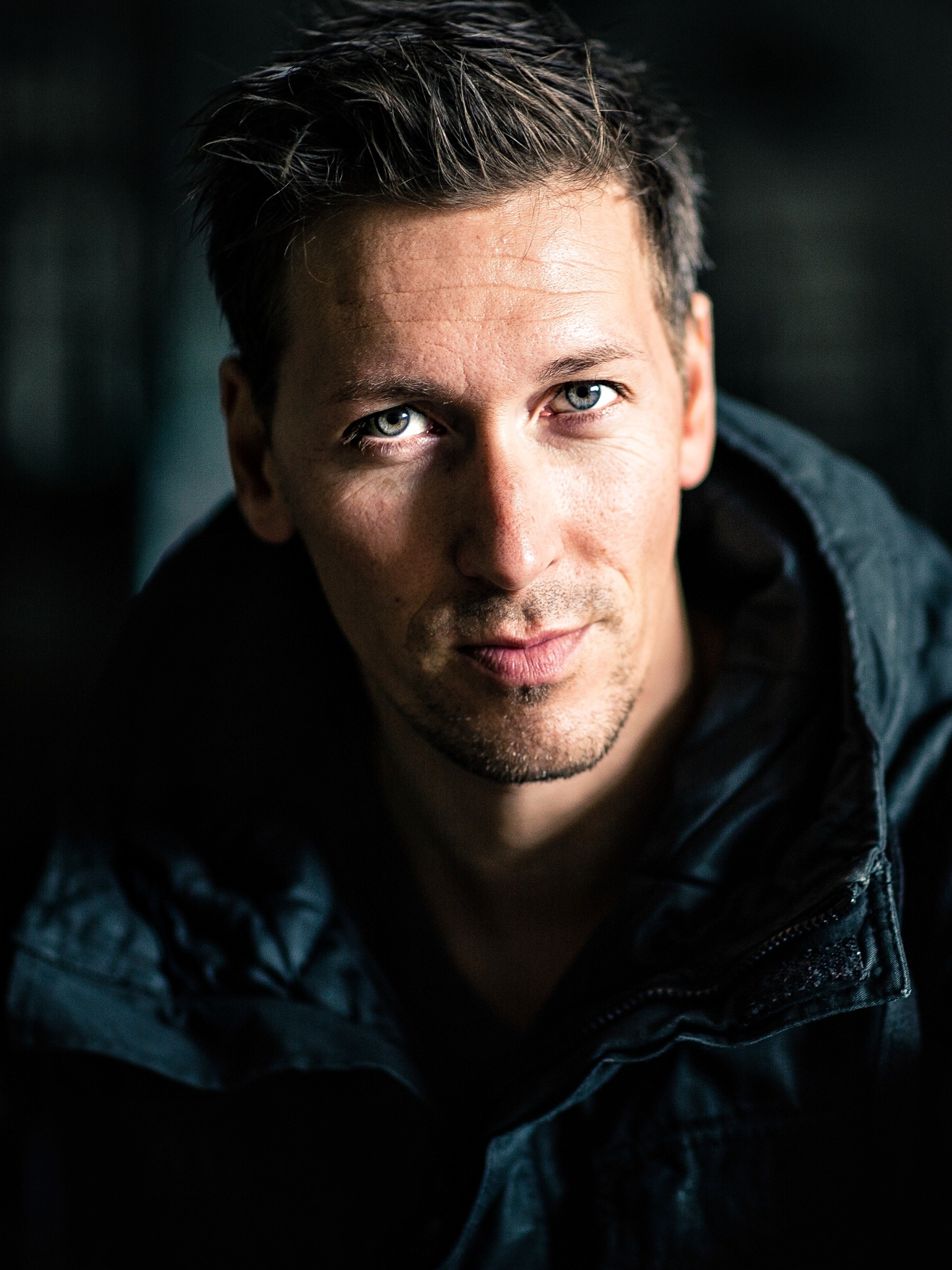
Philipp Richter (2018)

Philipp Richter (* 24. April 1981 in Karl-Marx-Stadt) ist ein deutscher Schauspieler, Hörspielsprecher, Comedian, Sänger und Moderator.

## Leben
Richter stammt aus einer Künstlerfamilie und stand bereits in jungen Jahren auf der Bühne. In der Schulzeit gründete er mit Christian Kühn das Satire-Duo Die Ruhmkugeln, das mehr als 500.000 Zuschauer erreichte. Am Theater Chemnitz spielte er in den Musicals Fame und The Rocky Horror Show und in der Oper Turandot. Richter absolvierte ein Schauspielstudium an der Theaterakademie Vorpommern. Als Schauspieler trat er auf verschiedenen Bühnen auf, darunter das Maxim Gorki Theater in Berlin. Im Theater war er in verschiedenen Hauptrollen zu sehen, so als Benny in der Olsenbande, als Bömmel in der Feuerzangenbowle, als Brasset in Charleys Tante, als Räuberhauptmann Rinaldo in Das Wirtshaus im Spessart oder als Hutmacher in Alice im Wunderland. Er arbeitete unter anderem mit den Regisseuren Roman Polański, Uwe Janson und Lars Büchel zusammen und spielte in Filmen an der Seite von Pierce Brosnan, Ewan McGregor, Ulrich Mühe, Karoline Herfurth, Jörg Schüttauf, Olaf Schubert und Mario Adorf.
Richter ist Mitbegründer einer „Musicalcompany“, zu der auch Nico Müller von Adoro gehört. Als Imitator und Werbesprecher ist er für die Stimmen von Bruce Willis, Udo Lindenberg, Homer Simpson, Horst Schlämmer, Marcel Reich-Ranicki, Thomas Gottschalk, Helmut Kohl u. v. a. bekannt. Er ist als Sprecher für Film, Fernsehen und Radio tätig, als DJ-Duo ist er unter dem Pseudonym Tim Herzberger gemeinsam mit dem Schauspieler Franz Lenski mit dem Label Diskofieber unterwegs. Als Sänger tritt er mit seiner Band Funky Beats auf. Bei apollo radio moderierte Richter die Talkshow Gesprächskultur mit Richter & Rottstädt, bei der Prominente aus Politik, Kultur, Musik und Fernsehen aus ihrem Leben erzählen.
Im Jahr 2017 war er als Schauspieler bei den Störtebeker-Festspielen zu sehen. Gemeinsam mit seiner Mutter, der Autorin Sabine Carolin Richter, dem Künstler Marian Kretschmer und dem Pianisten Carsten Klobe veröffentlichte er das Buch Wunderland, dem er außerdem seine Stimme für das Hörbuch lieh. Auf der Hope Gala präsentierte er die Lyrik vor dem Auftritt von Bob Geldof und stand zusammen mit Mimi & Josy, Orange Blue, Karen Heinrichs und Matthias Killing auf der Bühne. In Fernsehshows wurde er unter anderem von Olaf Schubert oder Laura Karasek als Gast eingeladen. Zusammen mit Henriette Fee Grützner moderiert er den Podcast Nu gucke ma da! Im Musikvideo Don’t lock me down war er neben Tom Pauls in einer Hauptrolle als Mephisto zu sehen. Richter ist seit 2020 Moderator und Auktionator des Hope Charity Events der Hope Gala und tritt mit unterschiedlichen Künstlern und Prominenten auf. Im Jahr 2022 veröffentlichte er mit seinem DJ-Duo Diskofieber das Musikvideo zu Sugar von Robin Schulz in einer neuen Version.
Auf der Windflüchter-Gala moderierte er zusammen mit Lenn Kudrjawizki & Andrea Ballschuh die Show.
Philipp Richter lebt in Dresden.

## Theater
- 2001: Theater Chemnitz – Fame, Schauspieler, R: Michael Heinicke
- 2001: Tourneeproduktion – Highlights des Musicals, Ensemble, R: Wieland Müller
- 2002: Theater Chemnitz – Rocky Horror Show, Butler, R: Michael Heinicke
- 2003: Cinestar Luxor Filmpalast – Spot(t) On! Comedian / Moderator, R: Ruhmkugeln
- 2003: Kabarett Chemnitz – ShowBiss! Comedian / Sänger, R: ShowBiss Company
- 2003: Hafenbühne Barth – Vineta Festspiele, Bogdan, R: Wolfgang Bordel
- 2004: Vorpommersche Landesbühne – Disneykiller, Presley, R: Swentja Krumscheidt
- 2004: Vorpommersche Landesbühne – Nach uns die Sündflut, König, R: Fernando Blumenthal
- 2004: Vorpommersche Landesbühne – Stella, Fernando, R: Friedo Solter
- 2004: Deutsches Theater Peenemünde – Kapar Hauser Bombe, Kaspar Hauser, R: Christina Emig-Könning
- 2004: Vorpommersche Landesbühne – Mackie Messer, Schauspieler, R: W. Schmidt, H. Gülland
- 2005: Vorpommersche Landesbühne – Max & Moritz, Moritz, R: Simone Winde
- 2005: VLB | Toronto | Waterloo | Chemnitz | Marburg – Diener zweier Herren, Dottore Lombardi, R: Herbert Olschok
- 2005: Bühne Chemnitz – ShowBiss! – Heart & Music, Comedian / Sänger, R: Christian Müller
- 2005: Vorpommersche Landesbühne – Die Verschwörung des Fiesco, Bourgognino, R: Wolfgang Bordel
- 2006: Vorpommersche Landesbühne – Arturo Ui, Emanuele Giri, R: Jürgen Kern
- 2006: Vorpommersche Landesbühne – Arsen & Spitzenhäubchen, Dr. Einstein, Broofy, Roony, Mr. Gipps, R: Swentja Krumscheidt
- 2006: Vorpommersche Landesbühne – Tagebuch eines Wahnsinnigen, Wahnsinniger, R: Philipp Richter
- 2006: Ostseebühne Usedom – Vineta – Die Elfenkrieger, Calderon, R: Wolfgang Bordel[3]
- 2006: Komödie Dresden – Maxe Baumann wird Hoteldirektor, Paul Wittkugel, R: Jürgen Mai
- 2007: Komödie Dresden – Ferienheim Bergkristall, Samuel Friedmann, R: Jürgen Mai
- 2008: Klassik am Meer – Wilhelm Tell, Melchtal, R: Jürgen Kern
- 2008: Komödie Dresden | Theater Chemnitz – Gretchen 89ff. Schauspieler, R: Marten Ernst
- 2008: Stadthalle Chemnitz – Best of ShowBiss! Comedian / Sänger, R: ShowBiss Company
- 2009: Komödie Dresden – Achtung! Geld auf der Straße! Buchmann, R: Erika Gesell
- 2009: Theater Chemnitz – ShowBiss! – Merry Christmas, Comedian / Sänger, R: Tom Bitterlich
- 2009: Theater Putbus – Wilhelm Tell, Melchtal, R: Jürgen Kern
- 2009: Komödie Dresden – Männerhort, Eroll, R: Andreas Schmidt / Dominik Peatzholdt
- 2010: Theater Görlitz | Theater Meißen – Faust – der Tragödie 1. Teil, Valentin, Schüler, R: Andreas Rüdiger
- 2010: Seebühne Kriebstein – Faszination Musical, Comedian / Sänger, R: Tom Bitterlich
- 2010: Komödie im Park – Die Sommernacht des Musicals, Comedian, R: Cornelia Drese
- 2010: Theater Chemnitz – ShowBiss!goes Christmas, Comedian / Sänger, R: Tom Bitterlich
- 2011: Comödie Dresden – Pension Schöller, Eugen Rümpel, R: Jürgen Mai
- 2011: Theater Anklam – Perplex, Philipp Eckels, R: Swentja Krumscheidt
- 2012: Boulevardtheater Dresden – Spuk unterm Riesenrad, Oberwachtmeister Bullerjahn, R: Olaf Becker[4]
- 2013: Comödie Dresden – Landeier – Bauern suchen Frauen, Jan Jensen, R: Dominik Paetzholdt[5]
- 2014: Boulevardtheater Dresden – Das singende klingende Bäumchen, König, R: Olaf Becker
- 2014: Comödie Dresden – Die Feuerzangenbowle, Bömmel / Husemann, R: Dominik Paetzholdt
- 2014: Boulevardtheater Dresden – Die Tim Herzberger Show, Tim Herzberger, R: Michael Specht
- 2015: Boulevardtheater Dresden – Die Fete endet nie, Eric Brown / Raoul / Bernard, R: Olaf Becker
- 2015: Boulevardtheater Dresden – Familie Bernd Seifert, Heiko / Frau Scholz, R: Olaf Becker
- 2015: Boulevardtheater Dresden – Die Olsenbande, Benny, R: Jürgen Mai
- 2016: Comödie Dresden – Scharfe Brise, Patrick, R: Oliver Geilhardt
- 2017: Störtebeker-Festspiele – Im Schatten des Todes, Der Kleene, R: Marco Bahr[6]
- 2018: Boulevardtheater Dresden – Charleys Tante, Brassett, R: Manuel Krstanovic
- 2019: Comödie Dresden – Mit Herz & Promille – Die Königs vom Kiez, Ranjid, Pfarrer, Marcel, Wolle Förster, Lale, R: Thomas Heep / Christian Kühn
- 2019: Comödie Dresden – Das Wirtshaus im Spessart, Rinaldo, R: Christian Kühn
- 2019: Mittelsächsisches Theater – Der gestiefelte Kater, Hans R: Peter Rauch
- 2020: Comödie Dresden – Addams Family, Lurch, R: Kerstin Polenske
- 2021: Comödie Dresden – Alice im Wunderland, Hutmacher & Puck R: Kerstin Polenske
- 2024: Comödie Dresden – Die Königs schenken nach, Marcel, Wolle Förster, Lale, Hansa-Fan, Bodyguard, R: Thomas Heep / Christian Kühn
- 2025: Comödie Dresden – Familie Braun, Kai, R: William Danne

## Filmografie
- 2022: Sugar - Robin Schulz - DISKOFIEBER VERSION (Musikvideo)
- 2020: Don’t lock me down (Musikvideo)
- 2020: Zart am Limit – Laura Karasek Show (TV, ZDFneo)
- 2017: Olaf macht Mut (TV, Folgen 1–4)
- 2016: Schubert in Love (Kinofilm)
- 2009: Der Ghostwriter (Kinofilm)
- 2008: Novembermorgen (Kurzfilm)
- 2008: Maria – Staunen und Zweifeln (Kurzfilm)
- 2007: Die Premiere (Kurzfilm)
- 2007: Er folgt (Kurzfilm)
- 2006: Peer Gynt (Kinofilm)
- 2006: Dieser Hitler (Kurzfilm)
- 2006: Plastemetz (Kurzfilm)
- 2006: Auf finnische Art (Kurzfilm)
- 2006: Bestattungshaus Fröhlich (Kurzfilm)
- 2004: Der Glücksfisch (Kurzfilm)

## Sprecher
- 2022: Windflüchter Gala - Trailer Opener - Sprecher (Par.X Events)
- 2021: Feldschlösschen – Werbung – Sprecher (Audiowerkstatt)
- 2020: Sonata - Symphonie des Teufels - Kinofilm - Synchronsprecher als „Richard Marlowe“
- 2020:	Sennheiser – Filmwerbung – Sprecher	(PM2)
- 2019:	Hitradio RTL – Werbung –	Sprecher (Hitradio RTL)
- 2019:	Autowerbung	– Werbung –	Sprecher (Flightseeing)
- 2017:	Skoda – Werbung	– Sprecher (HDH-Productions)
- 2016:	VW – Werbung – Sprecher	(HDH-Productions)
- 2015:	Zurück in die Zukunft –	Werbung	– Sprecher (HDH-Productions)
- 2014:	Radio diverse – Werbung – Sprecher (Soundjack Studios)
- 2014:	Mc Donalds – Werbung – Sprecher (HDH-Productions)
- 2013:	Mercedes – Werbung – Sprecher (HDH-Productions)
- 2012:	Mazda – Werbung	– Sprecher (HDH-Productions)
- 2011:	Airport International – Werbung – Sprecher	(HDH-Productions)
- 2010:	Erdwärme – Werbung – Sprecher (Soundjack Studios)
- 2009:	Centrum Galerie	Werbung – Sprecher (Soundjack Studios)
- 2009:	ASB	– Werbung – Sprecher (Soundjack Studios)
- 2008:	Haga Metallbau – Werbung – Sprecher	(Soundjack Studios)
- 2008:	D!s Danceclub – Werbung – Sprecher (Soundjack Studios)
- 2007:	Route 66 – Voice-Over – Sprecher (VEB Film Leipzig)
- 2005:	Vineta – Die Dünenritter – Voice-Over -Sprecher	(Studio VLA)
- 2004:	Rethra – Hörspiel – Sprecher (Frank Lohse)

## Events
- 2022: Event – Windflüchter Gala – Schauspieler/Auktionator (Windflüchter Gala/Par.X Events)
- 2021:	Hope Gala Event – Moderator/Künstler (Par.X Events)
- 2021:	Barrett Charity Event – Künstler (Par.X Events)
- 2020:	Konzert	– Paradise Unplugged – Moderator & Veranstalter	(Feté de la Musique)
- 2020-heute: Podcast	– Nu gucke ma da! – Moderator (Podcastmania)
- 2020:	Show – Turner meets Cocker – Moderator	(HSP-Productions)
- 2019: Event – Deutscher Schriftstellerverband – Sprecher Lesung (PEN-Zentrum Deutschland)
- 2019: Event – Hope Gala – Schauspieler  (Hope Gala/Par.X Events)
- 2019: Moderation – Gala für Opel – Moderator (Par.X Events)
- 2018–2020: Radio – Talkshow Richter & Rottstädt – Moderator (Apollo Radio)
- 2018: Konzert – Hits! live – Berühmte Songs neu interpretiert – Sänger (Philipp Richter & die Band Funky Beats)
- 2017-heute: Wunderland – Sprecher (Wunderland – Das Buch)
- 2017: Konzert – Merci Cherie – Schmitt singt Udo Jürgens – Sänger	(HSP-Productions)
- 2017: Moderation – Mr.Rod – The number 1 Rod Stewart Show – Moderator (Passion Entertainment)
- 2016: Moderation – Record Release STEREOACT – Moderator (Kontor Records)
- 2016: Live-Visual – Filmnächte Dresden – Westin Bellevue – Schauspieler (twenty4pictures)
- 2016: Fotoproduktion	VW – Audi – Skoda Werbung –	Model (VW/Audi/Skoda)
- 2015-heute: Konzert	MIXTAPE – Die Hits der 80er & 90er live – Sänger (Philipp Richter & die Band Funky Beats)
- 2013-heute: Event – DISKOFIEBER – DJ (Diskofieber Productions)
- 2012/2014: Event – Die Tim Herzberger Show – (Moderator) Sternpalast/Boulevardtheater Dresden

## Audiografie
- 2017: Audio-CD – Wunderland, ISBN 978-3-00-056499-4.
- 2009: Hörspiel CD – Die schönsten Märchen, Der Hörverlag, München, ISBN 978-3-86717-522-7.